# Polímero electroactivo

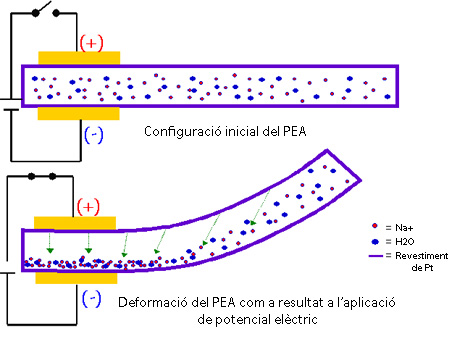
Arriba: Configuración inicial del PEA. Abajo: Deformación del PEA cuando es sometido a una carga eléctrica.

Los polímeros electroactivos, PEA (por su sigla en español) o EAP (por su sigla en inglés) son polímeros que presentan alguna actividad (usualmente cambio de forma o tamaño) al ser estimulados por un campo eléctrico. Sus aplicaciones principales son como actuadores y como sensores. Otra de las aplicaciones principales es la generación de músculos artificiales para ser empleados en robótica y en prostética.
Una típica propiedad característica de los PEA es que pueden soportar una gran deformación al ser sometidos a grandes fuerzas. Históricamente la mayoría de los actuadores eran de cerámicas piezoeléctricas, que aunque son capaces de soportar grandes fuerzas, sólo se deforman una fracción de porcentaje. A finales de los años 1990 se demostró que los PEA podían presentar hasta un 380% de deformación, sustancialmente mayor los actuadores de cerámicas piezoeléctricas.

## Aplicaciones de los EAP
Los EAP son materiales que pueden ser fácilmente fabricados en varias formas debido a la facilidad en el procesamiento de éstos materiales poliméricos, cuya propiedad los hace materiales muy versátiles. Una aplicación potencial de los EAP es que potencialmente se pueden integrar en sistemas microelectromecánicos para producir actuadores inteligentes.

### Músculos artificiales
Como dirección de investigación práctica más prospectiva los EAP se han utilizado en los músculos artificiales. Su capacidad para emular el funcionamiento de los músculos biológicos con alta resistencia a la fractura, soportar la actuación de grandes deformaciones y amortiguar las vibraciones inherentes es lo que llama la atención de los científicos en este campo. También se han utilizado para diversos actuadores como los músculos faciales y los músculos del brazo en robots humanoides.

### Pantallas táctiles Braille
En los últimos años, se investiga sobre polímeros electro-activos en la temática del braille para permitir que los ciegos saquen el mayor provecho de Internet y otras aplicaciones. Esto ayudará a los discapacitados visuales en la lectura rápida y la comunicación asistida por ordenador, además tendrá un precio más económico. Este concepto se basa en el uso de un actuador EAP configurado en una forma de matriz. Las filas de electrodos sobre un lado de una película de EAP y columnas en el otro activan los elementos individuales de la matriz. Cada elemento está montado con un punto Braille y se baja mediante la aplicación de un voltaje a través del espesor del elemento seleccionado, causando la reducción del espesor local. Bajo el control por ordenador, los puntos se activan para crear patrones táctiles de altos y bajos que representan la información para ser leídos. 

### Bombas para microfluidos
Las bombas pequeñas también se puede lograr mediante la aplicación de materiales EAP. Estas bombas se podrían utilizar para la administración de fármacos, dispositivos de microfluidos, para controlar el flujo activo, y una multitud de aplicaciones de consumo. La configuración más probable para una bomba sobre la base de actuadores sería un dispositivo de doble diafragma. Las ventajas que una bomba ionomérica podría ofrecer sería el funcionamiento a baja tensión, extremadamente bajo firma de ruido, alta eficiencia del sistema y un control muy preciso de la velocidad de flujo.

### Óptica
Otra tecnología que se puede beneficiar de las propiedades únicas de los actuadores de EAP son las membranas ópticas. Debido a su bajo módulo y a la impedancia mecánica de los actuadores que están bien adaptados a los materiales de membrana ópticos comunes. Además, un solo accionador de EAP es capaz de generar desplazamientos que van desde micrómetros hasta centímetros. Por esta razón, estos materiales pueden ser utilizados para la corrección de forma estática y supresión de fluctuación de fase. Estos actuadores también podrían ser usados para corregir las aberraciones ópticas debido a la interferencia atmosférica.
Dado que estos materiales presentan excelente carácter electroactivo, muestran mucho potencial en el campo de la investigación lo que hará que se convierten en un tema de estudio más atractivo en el futuro cercano. 